# Castanopsis fordii
Castanopsis fordii ist eine in Südostasien vorkommende Baumart aus der Familie der Buchengewächse (Fagaceae).

## Merkmale
Castanopsis fordii ist ein immergrüner, bis 15 Meter hoher Baum. Der Stammdurchmesser erreicht über 15 Zentimeter.
Die kurz gestielten, ledrigen Laubblätter sind spitz bis zugespitzt und ganzrandig. Die Unterseite der Blätter ist dicht mit kurzen, einfachen und weichen Haaren besetzt und ist nicht verkahlend.
Die Fruchtbecher (Cupulae) sind mit verzweigten Stacheln besetzt. Sie bedecken teilweise die Haut des Fruchtbechers und sind seidig behaart. Jeder Fruchtbecher enthält nur eine Nuss und hat einen Durchmesser von bis zu 2,5 Zentimeter inklusive Stacheln. Der Fruchtbecher öffnet sich nicht. Die kleine Nuss ist eiförmig.
Blütezeit ist November.

## Verbreitung und Standorte
Die Art kommt in Thailand und China vor. Sie wächst in immergrünen Wäldern in rund 900 m Seehöhe.

## Belege
- Chamlong Phengklai: A synoptic account of the Fagaceae of Thailand.In: Thai Forest Bulletin. 2006, Band 34, S. 53–175.
- Castanopsis fordii in der Flora of Thailand.